# Nesticus higoensis
Nesticus higoensis är en spindelart som beskrevs av Takeo Yaginuma 1977. Nesticus higoensis ingår i släktet Nesticus och familjen grottspindlar. Inga underarter finns listade i Catalogue of Life.